# Superboy's Legion
Superboy's Legion è una miniserie a fumetti in due numeri pubblicata dalla DC Comics nel 2001 sotto l'etichetta Elseworld. Fu scritto e inchiostrato da Mark Farmer, con illustrazioni di Alan Davis.
La serie è una storia che racconta cosa sarebbe accaduto se il piccolo Kal-El, l'ultimo sopravvissuto del pianeta Krypton ormai spacciato, fosse stato cresciuto nel XXX secolo. La storia utilizza elementi tratti dai fumetti della Silver Age, più in particolare dalla serie originale Legione dei Super Eroi.

## Personaggi
- Superboy (Kal-El)
- Saturn Girl
- Cosmic Boy
- Sun Boy: Dirk Morgna è il figlio dell'industriale Derek Morgna, e possiede l'abilità di generare calore. È il migliore amico di Gim Allon.
- Colossal Boy: Gim Allon ottenne l'abilità di crescere fino a dimensioni gigantesche quando entrò in contatto con una meteora radioattiva. È il migliore amico di Dirk Morgna.
- Element Lad: Jan Arrah del pianeta Trom poteva trasmutare ogni sostanza. Un accolito della religione Krilli, Jan utilizzava il suo potere solo in modo passivo, anche se lo avrebbe utilizzato in modo aggressivo se il caso lo avesse richiesto.
- Shrinking Violet: Salu Digby del pianeta Imsk poteva ridursi ad ogni dimensione e mantenere comunque la sua massa.
- Bouncing Boy: Chuck Taine del pianeta Terra poteva gonfiare il suo corpo come un pallone. Chuck si allenò con i suoi amici Val Armorr (Karate Kid), e Andrew Nolan (Ferro Lad), ma solo Chuck riuscì a farcela.
- Shadow Lass: Tasmia Mallor, una nativa di Tallok VIII, possedeva l'abilità di manipolare e creare oscurità.
- Star Boy: Thom Kallor è l'ultimo sopravvissuto del pianeta Xanthu. Ottiene i suoi poteri dalle stelle e può incrementare massa e gravità.
- Ultra Boy: Jo Nah di Rimbor ha poteri di manipolazione, ma poteva utilizzarne solo uno alla volta.
- Phantom Girl: Tinya Wazzo è la principessa di Bgztl e può rendersi intangibile.
- Chameleon Boy: Reep Daggle è un membro della razza muta forma Durlaniana e può mutarsi in chiunque e qualunque cosa.
- Fatal Five: Emerald Empress, Validus, Mano, il Persuasore, e Tharok.
- R. J. Brande
- Lex Luthor

Numerosi altri Legionari presenti nella storia sono Triplicate Girl, Tellus, Karate Kid, Ferro Lad, Wildfire, Dream Girl, e la Legione degli Eroi Sostituti (composta da Night Girl, Fire Lad, Stone Boy, Chlorophyll Kid, e Polar Boy).

## Trama
Nell'anno 2987, R. J. Brande, l'uomo più ricco della galassia e capo delle Brande Industries, scoprì una capsula di salvataggio nella cintura d'asteroidi. All'interno della capsula vi era un bambino, Kal-El di Krypton. Il razzo di Kal-El era stato programmato per un viaggio fino alla Terra del XX secolo pochi attimi prima della distruzione di Krypton, ma si schiantò contro un asteroide e rimase sospeso lì per mille anni. Quattordici anni dopo, nel 3001, Kal-El divenne Kal Brande. R. J. lo adottò e lo crebbe come un figlio suo. Kal ottenne dei super poteri grazie all'esposizione alle radiazioni del sole della Terra, si fece chiamare Superboy, ispirandosi alle leggende degli eroi del XX secolo, e tentò di utilizzare i suoi fenomenali poteri per aiutare gli altri.
Ogni pianeta nella Via Lattea era protetto e sorvegliato dalla Polizia Scientifica, che era guidata dal computer Universo. Agli occhi della Polizia Scientifica, Kal era un disadattato perché danneggiava la proprietà pubblica e effettuava voli non registrati nello spazio grazie ai suoi poteri. La polizia minacciò Brande perché controllasse il comportamento del ragazzo o i suoi affari sarebbero stati disconnessi da tutti i tipi di utilità e da ogni fonte di potere. Dopo un'animata discussione tra Superboy e R. J., Superboy volò via fino a dove si trovava Krypton una volta. Vide un membro del Corpo delle Lanterne Verdi battersi da solo contro un vascello spaziale Khundiano e aiutò la Lanterna, nota come Talu-Katu. Talu-Katu rivelò al giovane che il Corpo delle Lanterne Verdi proteggeva ogni settore dello spazio che non era sotto la protezione della polizia, ma anche che le loro risorse erano limitate. Fu così che a Superboy venne l'idea di formare un suo gruppo.
Nel frattempo, sull'incrociatore spaziale di lusso Lystrata, i membro dell'equipaggio ed una giovane coppia Imra Ardeen della luna di Saturno, Titano, e Rokk Krinn del pianeta Braal, difesero la nave contro un'energia chiamata bestia bolla. Imra era una psichica e Rokk possedeva abilità magnetiche, e i due furono aiutati da Superboy. Il trio formò una squadra chiamata la Legione di Superboy. Imra adottò il nome di Saturn Girl, e Rokk scelse il soprannome di Cosmic Boy. Tennero dei provini teletrasmessi coperti dalla giovane reporter Lois Olsen, per più membri su Titano. Invitarono i due migliori amici Dirk Morgna (Sun Boy) e Gim Allon (Colossal Boy) della Terra, Salu Digby (Shrinking Violet) di Imsk, Chuck Taine (Bouncing Boy) della Terra, Jan Arrah (Element Lad) di Trom, e Tasmia Mallor (Shadow Lass) di Tallok VIII. Superboy incontrò Lois e sembrò scoppiare la scintilla tra i due dopo i provini. Quando giunsero notizie di un gigantesco asteroide che stava per collidere con il pianeta Rimbor, "il pianeta su cui tutti si arresero", la Legione si mosse per salvarlo.
Su Rimbor, la notizia dell'imminente impatto aveva causato l'isteria di massa. Jo Nah (Ultra Boy) e la sua ragazza, la principessa Tinya Wazzo (Phantom Girl) del pianeta Bgztl, pianificarono di distruggere l'asteroide con una bomba finché non scovarono Reep Daggle (Chameleon Boy), un muta forma Durlaniano inviato dalla madre di Tinya, Winema, per sorvegliare la figlia. I due decisero di utilizzare Reep per aiutarli a distruggere l'asteroide facendolo trasformare in un'astronave. Mentre la Legione si dirigeva su Rimbor, furono contattati da Lyle Norg (Invisible Kid) della Terra, e Querl Dox (Brainiac 5) del pianete Colu. I due informarono la Legione che il piano di Superboy di frantumare l'asteroide avrebbe fallito perché l'oggetto era troppo grande. Così la Legione chiamò Thom Kallor (Star Boy), l'ultimo sopravvissuto del pianeta Xanthu, che utilizzò i suoi poteri gravitazionali per incrementare la massa di Superboy per fermare l'asteroide. Superboy distrusse l'asteroide, e la Legione ne raccolse i frammenti.
La Legione fu attaccata dai Fatal Five, cinque dei più pericolosi criminali della galassia; e i responsabili della distruzione di Xanthu. Emerald Empress ottenne un vantaggio su Superboy grazie al suo potente talismano, l'Occhio di Smeraldo, a causa della vulnerabilità del giovane alla magia. Mano, un mutante nato con il tocco di antimateria, bruciò il viso di Star Boy. Il Persuasore tagliò di netto il braccio di Cosmic Boy con la sua ascia atomica, e Colossal Boy fu ucciso in battaglia dal gigante Validus. Quando i Five se ne andarono, portarono Brainiac 5 alla loro base sotto ordine del loro capo, Lex Luthor.
Superboy incontrò Garth Ranzz (Lightning Lad), sua sorella Ayla (Ayla Ranzz|Light Lass) su Rimbor e la loro amica Sensor (fumetto)|Sensor si unì alla Legione dopo aver visto i provini iniziali su Omninet. Superboy però non era sicuro di voler fare ancora del bene visto cosa era accaduto a Colossal Boy. Star Boy lo incoraggiò a salvare Brainiac 5, non per provare sé stesso o per vendicare qualcuno, ma perché era la cosa giusta da fare.
Il gruppo di salvataggio giunse su Colu, ma il pianeta ora visibile aveva dato accesso ai computer nella nave di Luthor. Luthor inviò così i Fatal Five contro gli eroi così da evitare interferenze. Superboy e la Legione riuscirono a mettere fuori combattimento la maggior parte dei loro avversari: Sensor controllò mentalmente Emerald Empress facendole credere che il suo amuleto fosse stato distrutto, Tinya e Reep ingannarono e misero fuori gioco Mano e il Persuasore; e Sun Boy utilizzò la sua rabbia per la morte di Colossal Boy per fermare Validus.
Sulla Terra, Saturn Girl avvertì una presenza maligna all'interno del computer Universo e tentò di trovarlo, ma Leeto ordinò alla Polizia Scientifica di spararle contro. La polizia capì che Leeto era paranoico e videro che Saturn Girl era l'unica speranza per arrestare lo schianto di Universo. Saturn Girl scoprì che la presenza malvagia stava dirigendo il potere di Universo verso Colu. Luthor divenne cosciente dell'interferenza e strappò Emerald Empress dall'illusione di Sensor così che potesse fermare Saturn Girl. Empress fece saltare la nave di Invisible Kid prima di andarsene, poiché Bouncing Boy avvertì i suoi compagni che stavano per schiantarsi. Emerald Empress giunse sulla Terra e intrappolò Saturn Girl e anche gli altri, rovinando ogni probabilità di sistemare Universo. Quando Ferro Lad capì che i poteri di Empress erano di natura magica, utilizzò i suoi poteri per tramutare l'amuleto in ferro e renderlo incapace di essere utilizzato, mentre Karate Kid utilizzò la sua conoscenza dei punti di pressione per mettere fuori combattimento Empress. Saturn Girl strinse amicizia con l'Occhio e lo convinse a servire da rimpiazzo di Universo.
Su Colu, Superboy salvò Brainiac 5 dalla nave di Luthor, ma Luthor trasferì la propria mente in un robot indistruttibile e continuò ad hackerare su Colu. Dopo essere stato salvato da Tharok dalla Legione, Superboy si confrontò con Luthor, che rivelò di aver sempre osservato Superboy e che pianificò di trasferire la sua mente nel corpo del giovane kryptoniano al fine di ottenere l'immortalità. La Legione tagliò il suo collegamento con Colu, e Brainiac 5 costrinse Luthor ad affrontare la verità - che Luthor era in un corpo morto nascosto nelle profondità del computer Universo e che era un ologramma. Luthor decise di far saltare in aria il corpo robotico e distruggere Colu. Superboy e Jo Nah riuscirono a rimuovere Luthor dal pianeta appena prima che esplodesse e salvarono Colu. I Coluana teletrasportarono gli amici della Legione e R. J. Brande su Colu e Superboy si fece perdonare dal suo padre adottivo.
La Legione divenne la squadra di eroi ufficiale dei nuovi Pianeti Uniti e Superboy, passando la guida della Legione a Ultra Boy, si rinominò Kal-El e cominciò ad uscire con Lois Olsen.